# Minamata

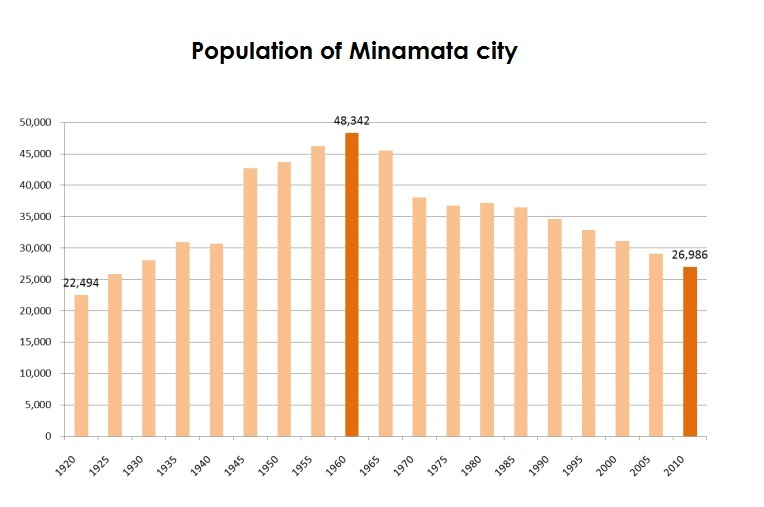
Grafiek met inwoners van Minamata

Minamata (Japans: 水俣市, Minamata-shi) is een stad (shi) in de Japanse prefectuur Kumamoto in de regio Kyushu. De stad ligt op het eiland Kyushu en aan de Yatsushirozee. Op 1 december 2012 had de stad 26.409 inwoners. De bevolkingsdichtheid bedroeg 162 inw./km². De oppervlakte van de stad bedraagt 162,88 km².
Met de invoering van het Japanse gemeentelijke systeem werd Minamata op 1 april 1889 gesticht als een dorp onder de naam Minamata-mura (水俣村).Op 1 december 1912 kreeg Minamata het statuut van gemeente (水俣町, Minamata-machi). Op 1 april 1949 werd Minamata officieel een stad (shi) (水俣市, Minamata-shi).
Minamata is vooral bekend van de minamataziekte, een neurologische aandoening veroorzaakt door een chronische kwikvergiftiging. De ziekte werd in 1956 voor het eerst vastgesteld en de oorzaak bleek te liggen bij industrieel afvalwater dat door een chemische fabriek in de Minamatabaai werd geloosd.
Minamata heeft nu als doelstelling een stad te worden die goed voor het milieu is. In 1999 kreeg de stad een ISO 14001-certificaat en in 2005 werd de stad een officiële Japanse ecoplaats. In 2004 en 2005 heeft Minamata de ecostadwedstrijd van Japan gewonnen.

## Milieuramp
Minamata is vooral bekend van de minamataziekte en de milieuramp die daaraan ten grondslag lag, namelijk de verontreiniging van de Minamatabaai door (methyl)kwik.
Van 1932 tot 1968 heeft een chemische fabriek van het bedrijf Chisso afvalwater met kwik in de Minamatabaai geloosd. Deze fabriek produceerde aceetaldehyde, waarbij kwik(II)sulfaat als katalysator werd gebruikt en het giftige methylkwik als nevenproduct ontstond. In 1968 werd de productie van aceetaldehyde gestaakt.
Het kwik kwam in de voedselketen terecht (zie bioaccumulatie): de lokale bevolking at verontreinigde vis en schelpdieren.
Ook het sediment in de baai was ernstig verontreinigd. Daarom waren maatregelen nodig om de zeebodem schoon te maken. In 1975 werd de baai omheind door visnetten en in 1977 is begonnen met het baggeren van slib. Aan het eind van het project in 1990 was er 784.000 m³ slib gebaggerd en 582.000 m² grond schoongemaakt.
Op 29 juli 1997 werd de baai veilig verklaard. De netten werden weggehaald.
De eerste minamatapatiënt werd in 1956 geregistreerd. Meteen werden er meer personen met dezelfde ziekte gevonden, terwijl in de directe omgeving van zieke mensen ook katten leden aan een vreemde ziekte en daaraan dood gingen. Een onderzoeker van de universiteit Kumamoto uitte in 1959 het vermoeden dat een organokwikchemische verbinding de oorzaak kon zijn. Langzaam werd duidelijk dat de oorzaak moest worden gezocht bij de lozing van met kwik verontreinigd afvalwater door Chisso. Negen jaar later zou de overheid pas formeel erkennen, dat afvalwater uit een lokale chemische fabriek de oorzaak was van de minamataziekte. Sindsdien krijgen minamatapatiënten financiële compensatie van Chisso (door gewonnen rechtszaken) en van de lokale en nationale overheid (door ondersteuningsprogramma's).
De minamataziekte kreeg in 1972 wereldwijd aandacht tijdens een VN-congres in Stockholm over het menselijk leefmilieu. Omdat de ziekte in een officieel rapport van de Japanse overheid ontbrak, hebben Japanse burgers een tweede rapport gemaakt, waarin de ziekte wel werd vermeld. Dit tweede rapport werd door Japanse minamatapatiënten in Stockholm overhandigd.

### Maatregelen en geleerde lessen
Onder andere door de minamataziekte staan de jaren zeventig in Japan bekend als de "Milieuverontreinigingsperiode". Door deze milieuramp en twee andere milieurampen moest de regering maatregelen nemen onder druk van de bevolking. In 1971 is een milieuagentschap opgericht, dat later het ministerie van milieu werd. Er werden 14 nieuwe milieuwetten gemaakt over de lozing van chemische stoffen. Bedrijven die toch doorgingen met het verontreinigen van het milieu moesten de schade vergoeden. Nationale uitgaven aan het milieu werden bijna verdubbeld in de periode van 1970 tot 1975. Ook de verkoop van systemen tegen milieuverontreiniging steeg.
In 1978 werd het Nationaal Instituut voor de Minamataziekte opgericht. Het instituut bestaat uit vier afdelingen: De Afdeling voor Medische zorg, de Afdeling Klinische Geneeskunde, de Afdeling voor Epidemiologie, de Afdeling van Internationale Zaken en Milieuwetenschappen. Sinds 1986 heeft het instituut een samenwerkingsverband met de Wereldgezondheidsorganisatie voor onderzoek naar de gevaren van kwik. Het instituut streefde naar verbetering van de behandeling voor minamatapatiënten. In april 2008 heeft het instituut een methode bedacht voor het absorberen van kwikverontreiniging.
Ondanks dat er sinds de jaren zeventig strenge regels zijn tegen verontreiniging, nam de regering pas in 2010 de verantwoordelijkheid voor milieurampen. Op 1 mei 2010 was minister-president Yukio Hatoyama de eerste minister-president die aanwezig was bij de herdenking van de minamataziekte.

## Ecostad
Minamata heeft een aantal milieudoelstellingen geformuleerd om de stad een beter imago te geven. In 1992 maakte de stad bekend de sociale relaties tussen minamatapatiënten en andere stadsbewoners te verbeteren en op 1 april 1992 werd de eerste herdenking voor de ziekte gehouden, die sindsdien elk jaar is gehouden. In januari 1993 werd het Minamataziektemuseum geopend om informatie over de ziekte bekend te maken. In het museum kunnen mensen ook praten met ex-minamatapatiënten. In 2001 werden er archieven geopend met de informatie.
Uit respect voor de slachtoffers heeft de gemeente beloofd het milieu te verbeteren in de stad. Het ecostadmodel werd bedacht in 1992. Een van de doelen uit het plan was om het afval beter te scheiden en nu worden 24 soorten afval gescheiden. Er werd een prijs ingesteld voor de stad in Japan met het beste milieu.
Andere vooruitgang op gebied van het milieu:
- 1996: In de cultuurhal van de stad werd een Internationaal Milieuforum gehouden.
- 1997: De Veiligheidsverklaring van Minamatabaai werd uitgevaardigd en alle beperkingen op visvangst en het eten van vis werden opgeheven.
- 1999: Chisso en het stadhuis kregen een ISO 14001-certificaat.
- 2001: Minamata werd door Japan officieel erkend als ecoplaats.

Achteruitgang op gebied van het milieu:
- 2008: Ondanks veel protesten wordt er in de bergen bij de stad een vuilstort ingericht voor fabrieksafval.

Momenteel voert Minamata een plan uit om de broeikasgassen te verminderen. De doelstelling is om 32% minder broeikasgassen uit te stoten in 2020 en 50% minder in 2050. Om deze doelstelling te halen worden er activiteiten gehouden over milieuvriendelijker leven, de ontwikkeling van milieuvriendelijkere industrie, meer natuur en meer milieu-educatie.

## Verkeer

### Trein
- JR Kyushu :
  - Kyushu Shinkansen (richting Fukuoka en Kagoshima)
    - Station Shin-Minamata
- Hisatsu Orange Railway : (richting Yatsushiro en Satsumasendai)
  -     - Station Shin-Minamata
    - Station Minamata
    - Station Fukuro

### Weg
Minamata ligt aan de volgende autowegen :
- Nationale weg 3 (richting Kitakyushu en Kagoshima)
- Nationale weg 268 (richting Miyazaki)

Minamata ligt tevens aan de prefecturale wegen 15 en 56.

## Bekende inwoners
- Hisashi Eguchi
- Atsuko Watanabe

## Stedenbanden
- Devonport, sinds 1996